# 侯耀文
侯耀文（1948年7月17日—2007年6月23日）。满族镶蓝旗人，北京人，中国相声表演艺术家，相声作家，一级演员。曾任中国文联委员，中国曲艺家协会副主席，中国铁路文工团党委委员、副总团长（副局级）兼说唱团团长。相声大师侯宝林之子。
登记姓名时恰好处于大跃进时期，工作人员自作主张以侯跃文名字登记，后改回。其兄弟为著名的喜剧演员侯耀华。

## 生平
1960年首次登台。1965年在中国铁路文工团参加工作，
1985年当选“十大星”。在几次全国相声电视邀请赛上多次名列前茅，
1993年获得美国国际艺术成就证书。2000年入选第二届“全国德艺双馨文艺工作者”。
2000年9月加入中国共产党。
2007年6月23日晚上6时30分，侯耀文于北京昌平区沙河玫瑰园小区家中因心源性疾病昏倒，被送至北医三院，经40分钟抢救仍终告不治，享年59岁。

## 师从
1994年12月10日，侯耀文遵从父亲侯宝林的遗愿，由李伯祥代拉师弟，拜入相声第六代门长赵佩茹先生（艺名赵宝琛）门下。。同门师兄：李伯祥、高英培、常贵田、刘瑛琪、王祥林、徐德魁、任鸣启、马志存、郭士杰、许秀林等。

## 代表作
- 《口吐莲花》
- 《糖醋活鱼》
- 《财迷丈人》
- 《火红的心》
- 《乾隆再世》
- 《一部电视剧的诞生》
- 《侯大明白》
- 《戏曲漫谈》
- 《见义勇为》
- 《京九演义》
- 《侯氏发声法》
- 《你怎么不早说》
- 《小眼看世界》
- 《拿人手短》
- 《心累》
- 《打岔》
- 小品《英雄母亲的一天》
- 小品《打扑克》